# Черемушка (приток Лузы)
Черемушка — река в России, протекает по Опаринскому району Кировской области. Устье реки находится в 543 км по левому берегу реки Луза. Длина реки составляет 18 км.
Исток реки в 15 км к юго-западу от посёлка Опарино. Исток находится на генеральном водоразделе Волги и Северной Двины, рядом берёт начало река Чалбун. Река течёт по ненаселённому лесному массиву на Северных Увалах, генеральное направление течения — северо-восток. Впадает в Лузу в 5 км к юго-востоку от посёлка Опарино. Ширина реки на всём протяжении не превышает 10 метров.

## Данные водного реестра
По данным государственного водного реестра России и геоинформационной системы водохозяйственного районирования территории РФ, подготовленной Федеральным агентством водных ресурсов:
- Бассейновый округ — Двинско-Печорский
- Речной бассейн — Северная Двина
- Речной подбассейн — Малая Северная Двина
- Водохозяйственный участок — Юг
- Код водного объекта — 03020100212103000011702